# 三輪町 (町田市)
三輪町（みわまち）は、東京都町田市の地名。「丁目」の設定のない単独町名である。郵便番号は195-0054。

## 地理
町田市の東端にあたる。北は町田市能ヶ谷、東は神奈川県川崎市麻生区上麻生、下麻生、西は三輪緑山、川崎市麻生区岡上、南は神奈川県横浜市青葉区緑山、奈良町、鴨志田町、寺家町と接している。東・南・西の三方を神奈川県（旧都筑郡）に囲まれ、北側の能ヶ谷と接している部分はわずか二百数十mほどしかなく、飛地のようになっている。

### 河川
- 鶴見川
- 麻生川

### 地価
住宅地の地価は、2014年（平成26年）1月1日の公示地価によれば、三輪町字三号223番14外の地点で14万3000円/m2となっている。

### 電話
三輪町及び三輪緑山は川崎MA（市外局番：044）に属するため、川崎市と市内通話扱いとなる。相模原MAに属する町田市内への通話は県内市外通話となる。

## 歴史
沢谷戸自然公園の裏あたりには、かつて沢山城という城があったと伝わる。三輪城ともいう。北条氏照が豊臣秀吉の小田原征伐に備え、沢山城の兵糧米を小田原に移送するよう指示したという書簡が残っている。江戸時代より上三輪、下三輪の2つの集落が存在した。

### 地名の由来
大和国式上郡三輪（現・奈良県桜井市三輪）から移住開発した説や、椙山神社の笠をかぶせたような形が奈良県の三輪山に似ている説がある。

### 沿革
- 1868年（明治元年） - 武蔵県知事の管轄とされた。その後同年末までに東京府となるものの、多摩地域が横浜に居住する外国人の遊歩区域であるとの神奈川県知事陸奥宗光の上申により神奈川県に移管される。
- 1873年（明治6年）5月1日 - 区番組制により第八区四番組となる。
- 1874年（明治7年）6月15日 - 大区小区制により、第八大区一小区となる。
- 1878年（明治11年）7月22日 - 郡区町村制施行。神奈川県南多摩郡三輪村となる。
- 1884年（明治17年）7月5日 - 連合戸長役場制により、三輪村、小野路村、下小山田村、大蔵村、真光寺村、能ヶ谷村、野津田村、広袴村が8ヶ村連合となる。戸長役場は小野路村に置かれる。
- 1889年（明治22年）4月1日 - 町村制施行。三輪村と小野路村・野津田村・金井村・大蔵村・真光寺村・広袴村・能ヶ谷村が合併し、南多摩郡鶴川村大字三輪となる。
- 1893年（明治26年）4月1日 - 神奈川県のうち、西多摩郡、南多摩郡、北多摩郡を東京府に移管。東京府南多摩郡鶴川村大字三輪となる。
  - 東京府への移管決定後、三輪地域の神奈川県都筑郡への編入を求める運動がおこり政府へ陳情もされたが、実現せず。[10][11]
- 1943年（昭和18年）7月1日 - 東京都制により、東京都南多摩郡鶴川村大字三輪となる。
- 1958年（昭和33年）2月1日 - 町田町、鶴川村、忠生村、堺村の1町3村が対等合併し、市制施行。町田市三輪町となる。
- 1988年（昭和63年）11月27日 - 三輪町の一部より、三輪緑山一丁目〜三丁目を新設。
- 1997年（平成9年）11月1日 - 三輪町の一部より、三輪緑山四丁目を新設。

## 世帯数と人口
2018年（平成30年）1月1日現在の世帯数と人口は以下の通りである。
| 町丁   | 世帯数    | 人口    |
| ------ | --------- | ------- |
| 三輪町 | 3,099世帯 | 6,610人 |

## 小・中学校の学区
市立小・中学校に通う場合、学区は以下の通りとなる。
| 番地 | 小学校             | 中学校                 |
| ---- | ------------------ | ---------------------- |
| 全域 | 町田市立三輪小学校 | 町田市立鶴川第二中学校 |

## 交通

### 鉄道
小田急電鉄小田原線の鶴川駅もしくは柿生駅が最寄駅である。

### 路線バス
小田急バス・神奈川中央交通（神奈中）により、以下の路線が運行されている。
- 「フェリシアこども短期大学」バス停留所などから鶴川駅行きがある（神奈中担当）
- 「三輪入口」バス停留所から鶴川駅行き、こどもの国行き（小田急バスのみ）などがある。

この他に、市境を超えた川崎市麻生区側の横浜上麻生道路上の停留所より、柿生駅北口行きと市が尾駅行きのバスが運行されている。

### 道路
- 東京都道・神奈川県道139号真光寺長津田線

## 施設
教育
- 幼稚園
  - フェリシア幼稚園フェリシアこども短期大学附属
- 小学校
  - 町田市立三輪小学校
- 高等学校
  - フェリシア高等学校（旧称・鶴川高等学校）
- 短期大学
  - フェリシアこども短期大学（旧称・鶴川女子短期大学）

文化
- 三輪の森ビジターセンター

公園
- こどもの国 - 敷地の一部が三輪町
- 沢谷戸自然公園
- 恩廻公園

商業
- 島忠 ホームズ町田三輪店
- スーパー三和町田三輪店

病院
- 鶴川記念病院

寺院・神社・遺跡
- 椙山神社
- 熊野神社
- 高蔵寺
- 妙福寺
- 下三輪玉田谷戸横穴墓群（東京都史跡）
- 廣慶寺
- 浄徳寺
- 三輪白坂横穴墓群（町田市史跡）
- 西谷戸横穴墓群（三輪緑山所在、東京都史跡）

### 過去に存在した施設
- 東京田中短期大学（2010年廃校）
- 東京商工経済専門学校（2010年廃校）